# Lasionycta staudingeri
Lasionycta staudingeri là một loài bướm đêm thuộc họ Noctuidae. Loài này có ở Oppland tới Phần Lan và Na Uy ở châu Âu. Outside of Europe, nó được tìm thấy ở Nga, Siberia và Bắc Mỹ.
The species is diurnal và flies over dry scree tundra.
Sải cánh dài 21–27 mm. Con trưởng thành bay từ tháng 6 đến tháng 7.
Ấu trùng ăn các loài Taraxacum và Empetrum.

## Phụ loài
- Lasionycta staudingeri staudingeri (Eurasia)
- Lasionycta staudingeri preblei (ngang qua miền bắc Bắc Mỹ from Baffi n Island tới miền tây Alaska và southward to 60° North. Its range extends vào tới đông bắc Siberia at least as far as the Kolyma River)